# Glenea subrubricollis
Glenea subrubricollis é uma espécie de escaravelho da família Cerambycidae. Foi descrita por Lin e Tavakilian em 2009.  É conhecida a sua existência em Vietname.